# Luigia Mandolini
Luigia Mandolini (Montemarciano, 1866 – Rieti, 1939) è stata un'attivista e suffragetta italiana, conosciuta per essere una precorritrice nella lotta per l'estensione del voto alle donne agli inizi del XX secolo.

## Biografia
Luigia era insegnante in una scuola elementare maschile, nella frazione di Case Bruciate. Nel 1906, con il sostegno del marito Enrico Matteucci, sindaco di Montemarciano, si inscrisse negli elenchi elettorali del Regno di Italia nei municipi di Montemarciano e Senigallia, insieme ad altre nove docenti progresiste (Giulia Berna, Enrica Tesei, Carola Bacchi, Adele Capobianchi, Giuseppina Grazioli, Dina Tosoni, Iginia Matteucci, Palmira Bagaioli e Emilia Simioncioni).
In principio, la richiesta di iscrizione fu accettata dalla commissione elettorale di Ancona, ma la decisione fu contestata dal pubblico ministero del re in base alla «presunta inconciliabilità tra le doti tipicamente femminili e i forti doveri dell'impegno politico». Il dossier arrivò alla Corte di Appello di Ancona, organismo che attraverso il presidente Lodovico Mortara, ne dettò la sentenza, rifiutando l'appello e confermando l'entrata, il 25 luglio 1906, delle dieci maestre nel registro degli elenchi elettorali. Espressa con la considerazione Personalmente contrario, giuridicamente favorevole, questa sentenza venne nota in seguito come "sentenza Mortara".
Questo episodio viene ripreso nel libro Dieci donne. Storia delle prime dieci elettrici italiane di Marco Severini.